# Mikel Urmeneta

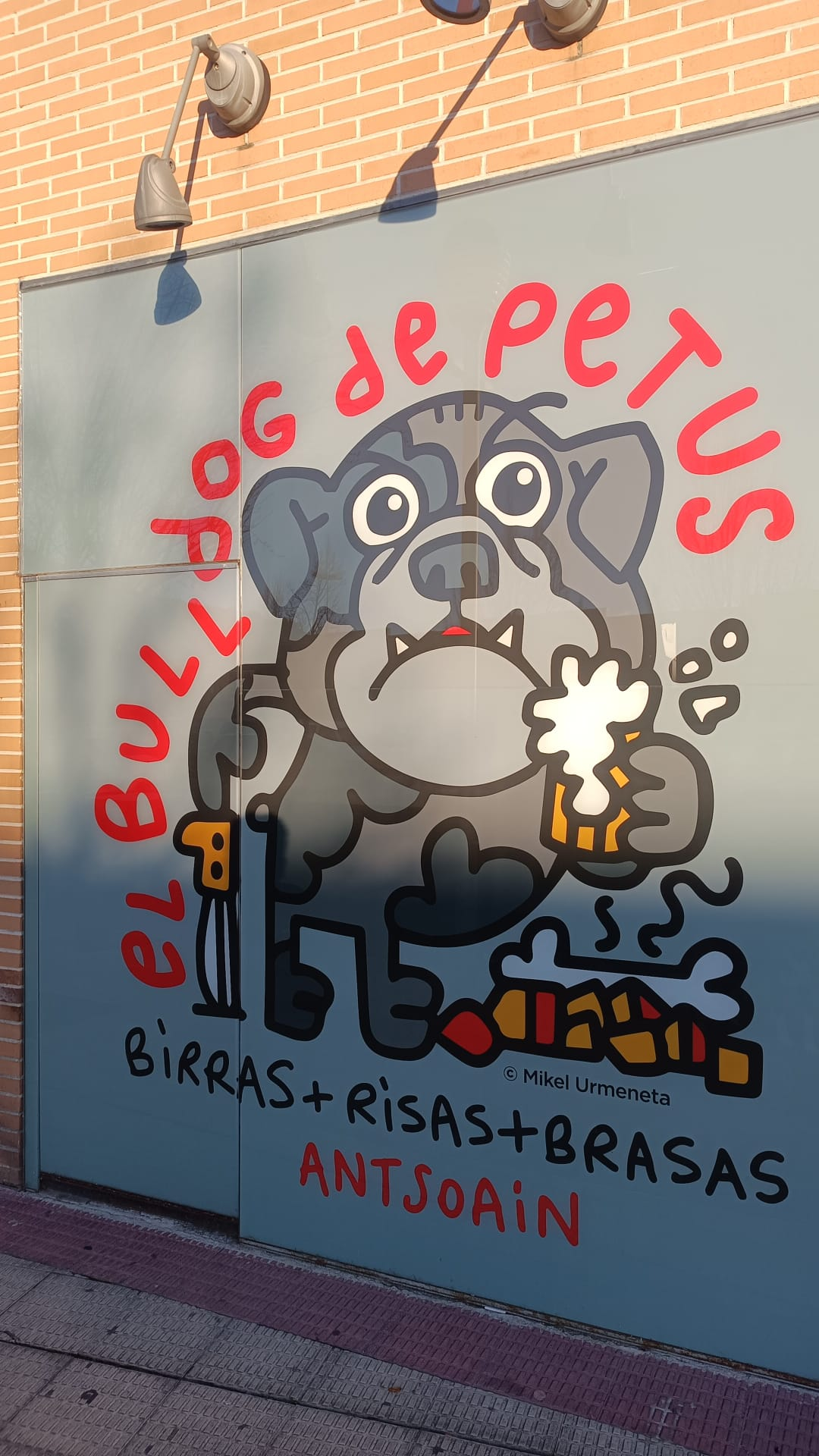
Logotipo de la cervecería el bulldog de Petus

Mikel Urmeneta Otsoa-Errarteko (Pamplona, 25 de diciembre de 1963) es un dibujante, cartelista, muralista, agitador cultural y empresario español. Es fundador y director creativo de Katuki Saguyaki. Fue uno de los fundadores y director creativo de la fábrica de dibujos Kukuxumusu desde 1998 hasta 2012 . Su padre, Miguel Javier Urmeneta, fue alcalde de Pamplona. El año 2017 fue consdiderado como una de la 100 personas  más creativas del mundo según la revista Forbes. Entre otras distinciones, fue nombrado Vasco Universal 2009 por el Gobierno Vasco. Es embajador de la ciudad de Ronda y de las Carreras de Caballos de Sanlúcar de Barrameda. Vive entre Nueva York y Pamplona.

## Biografía
Su infancia la pasó en Pamplona. Desde muy joven destacó por su creatividad, En 1983 comenzó con la dirección artística de las publicaciones de "Cuatrovientos" y "Dinamoda" entre 1985 y 1987 editó y dirigió la revista Argaray. En su viaje a Australia a finales de los 80 trabajo en los diseños de la marca Oroton y en 1990 un cartel suyo fue elegido para anunciar las fiestas de San Fermín. Ese mismo año, además, ganó el cartel de los Festivales de Navarra y, el Festival de Jóvenes Artistas del Ayuntamiento de Pamplona, dentro del apartado de Fotografía, otra de sus grandes aficiones. En esta década realizó más de 20 exposiciones individuales, una de ellas en el Hotel Maisonnave de Pamplona.
Socio fundador y director creativo durante veintisiete años, de la originaria Kukuxumusu, actualmente está desligado de esta marca con la que revolucionó el concepto del suvenir a través de sus originales dibujos entre los que se encuentra su famoso personaje Mr Testis, el toro azul con cuernos amarillos e icono de las fiestas de San Fermín en camisetas y diferentes soportes que se comercializaron en más de 90 países. 
En 2015 fundó la marca Katuki Saguyaki con su equipo de dibujantes donde siguen creando para todo tipo de eventos.

## Obra
Destaca su obra de cartelismo y muralismo, así como la utilización de la tecnología tilt brush dibujando en realidad virtual,así como la creación de NFTs o su incursión dentro de la fotografía y el video immersivo en 360º.
Participa en proyectos como Captura.org, que recoge algunas de sus fotos digitales; colabora con numerosas expediciones de montaña a las que ha ayudado con sus dibujos a llegar a las cimas más altas [cita requerida], y ha diseñado portadas  como el “Ojalá octubre” de Juan Cruz  o el libro de Pere Stupinya El ladron de las ideas. Ha participado en ARCO 2008,  con el proyecto La Dolce Vita, y desde 2010 su faceta artística ha cobrado peso, tras su regreso al mundo del arte de la galería Moisés Pérez de Albéniz con la exposición individual Welcome Home, o la exposición "Kukuxumusu Relocated" trasladando parte de la empresa a un espacio expositivo en una acción de ready made corporativo. Participó en la imagen turística oficial del municipio de Ronda. 
Sus dibujos, pinturas y fotos son expuestas en exposiciones de todo tipo –“Mi cuarto ojo”, “Miradas al universo de Pío Baroja”, “Hell and Heaven", junto a Andreu Buenafuente.  ha realizado ilustraciones para el NY Times. Mantiene un blog en Elpais.com titulado Natural Born Majadero, otro en Esquire.es, bajo la denominación de Biutifood,  y se ha adentrado en el cine con su colaboración en el corto “Basket Bronx ”, de Martin Rosete. Otra de sus colecciones es "Somos todos diferentes, por eso somos todos iguales" donde se muestra los toros con característico estilo.
Como ponente, ha participado a diversos congresos sobre creatividad, genialidad y liderazgo. (La Ciudad de las Ideas de Puebla, en México,[cita requerida] Mentes Brillantes en Madrid, Human Sense en Colombia y México,[cita requerida] etc.) También Japón y Costa Rica ha contado con su presencia en convenciones y charlas, así como el Mobile Word Congress de Barcelona o Thinking Party 2016-2017 para Fundación Telefónica o Turistopia 2017.  Ha llevado a cabo numerosas campañas publicitarias, muchas de ellas ligadas al turismo y ha realizado trabajos y colaboraciones creativas con innumerables marcas y personalidades internacionales destacadas en el mundo de la ciencia y el arte.Encontramos su participación en la organización PETA, la cual organiza anualmente propuestas antitaurinas o en organizaciones como Medicus Mundi o Amnistía Internacional…. El gran hotel La Perla de Pamplona y la empresa tecnológica StadioPlus han participado junto al artista en 2023 en el proyecto, "San Fermín 2023 Experience Pass" por el acontecimiento de la celebración de los 100 años desde la llegada de Ernest Hemingway a la capital Navarra.Primitivos, es otra de las campañas de promoción del autor en el Museo de la Evolución Humana de Burgos. Otras de sus colaboraciones han sido con, Instituto Cervantes, Gobierno Vasco, El País, Ayuntamiento de Madrid… etc.
También podemos ver su participación en los premios cinematográficos José María Forqué en 2016 o en campañas benéficas como en los laboratorios Roche con la campaña en contra del cáncer de pulmón o en la campaña anual "mójate - busti zaitez" con la creación del merchandising para la asociación de la esclerosis múltiple de Vizcaya.
Su participación artística está muy presente en los carteles de las distintas festividades españolas, como en las fiestas patronales de Hospitalet en 2005, el festival de Jazz que se celebra en Vitoria, la Tomatina de Buñol, la Quincena de San Sebastián, el mundial de Pelota, las Carreras de Caballos de Sanlúcar de Barrameda en Cádiz o la fiesta de los San Fermines en Pamplona en 1990 y 2004.
El artista cuenta con una obra literaria titulada "La creatividad supera a la ficción" la cual cuenta con dibujos que muestran la actualidad dibujada desde un punto de vista personal y crítica.
Encontramos su colaboración en el sector de la restauración, en la cervecería "El Bulldog de Petus" del pueblo navarro de Ansoáin cuenta con murales diseñados por el autor. Al igual que en la ciudad de Washington en el "Think food group by Jose Andrés" o en la campaña del gobierno de Navarra del "reyno gourmet", incentivando así el consumo de productos de calidad y locales.
En junio de 2025, Urmeneta presentó la práctica artística Mikel Urmeneta 0000 en el festival de arte y diseño independiente Âme & Art, en la Ciudadela de Pamplona.